# 安藤矩子
安藤 矩子（あんどう のりこ）は、1963年（昭和38年）の『ミス・ジャパン』である。日本代表としてミス・ユニバース世界大会に出場、「トップ15」に入賞した。

## 人物
満洲国で生まれ、第二次世界大戦後の引き揚げで宮城県登米郡佐沼町（現・登米市迫町佐沼）に移り住んだ。小学校卒業までを佐沼町で過ごし、中学校から宮城県涌谷高等学校を卒業するまでの間は遠田郡涌谷町で暮らした。
高校卒業後の1958年（昭和33年）、日本劇場（東京）の日劇ダンシングチームに第14期生として入団、舞台などに出演していた。同舞踏団は1963年（昭和38年）4月末に退団、その直後にミス・ユニバース日本代表に選出された。当時は22歳で身長165センチメートル（cm）、体重53キログラム（kg）、スリーサイズは85-55-90 cmであった。
安藤は同年7月にアメリカのマイアミビーチで開催されたミス・ユニバース世界大会に日本代表として出場、セミファイナルに進出して『トップ15』入賞の結果を残した。帰国後は会ったこともない男性からプロポーズされたり婚姻届けが送られてきたりもした。女優やモデルのオファーもあったが、派手なことは好きではない、と姉の幼馴染である今の夫（バス会社に務めていたサラリーマン）と結婚。3人の子供をもうけた。
2008年（平成20年）、67歳で健在、6人の孫があり、夫は仙台市郊外で泉ヶ岳スキー場を経営する泉ヶ岳総合観光開発の代表となっていることが報じられている。